# Axel Swartling
Frans Johan Axel Swartling, född 18 mars 1840 i Sankt Olofs församling, Östergötlands län, död 15 september 1918 i Norrköpings Norra församling, Östergötlands län, var en svensk företagare och politiker. Han var talman i andra kammaren 1903–1912.

## Biografi
Swartling var son till handlanden Per Johan Swartling (1810–1855) och Maria Mathilda Wefwer (1808–1891). Han började sin karriär som femtonårigt biträde hos en sidenhandlare, avancerade 1860 till fabrikskassör och fem år senare till bankkamrer. 1875 blev han disponent för klädesfabriken Drags AB i Norrköping. Han skulle inneha denna post till sin död 43 år senare och företaget kom under hans ledning att expandera kraftigt.
År 1877 invaldes han också i Norrköpings stadsfullmäktige där han var ordförande 1889–1908. 1886 invaldes han även på stadens mandat i riksdagens andra kammare där han förblev ledamot fram till 1913. Under denna period var han bland annat ledamot av bevillningsutskottet och konstitutionsutskottet, blev 1898 kammarens vice talman samt var ordinarie dito 1903–1912. Den senare perioden omfattade bland annat talmanskapet vid första och andra urtima riksdagen 1905 i samband med unionsupplösningen 1905 och vid denna tid nämndes också Swartlings namn bland tänkbara statsministerkandidater.
Politiskt var Swartling konservativ men ansågs relativt moderat i skolfrågor och kom med tiden även att acceptera tanken på en rösträttsreform. Han tillhörde ursprungligen det protektionistiska Nya lantmannapartiet (vilket han varit med att stifta) men senare det återförenade Lantmannapartiet. Tidningen Aftonbladet skrev i en presentation av honom 1894 att han "har till följd af sina goda kunskaper och förmåga att uttrycka sig kommit att intaga en bemärkt plats bland den protektionistiska gruppen i kammaren."
Han var också rysk vice konsul i Norrköping 1877–1903. Efter sin död har han fått en gata uppkallad efter sig i Norrköping och hans namn lever också kvar genom en av honom instiftad stipendiefond vid Östgöta nation i Uppsala.
Swartling ägde egendomarna Lida och Kvillinge i Östergötland. Han gifte sig 1865 med Mathilda Charlotta Ståhlbom (1842–1919) med vilken han fick tre söner, bankdirektör John Swartling, Ivar Swartling och direktör Victor Swartling samt fem döttrar, Anna, Elin, Sigrid, Karin och Märta. Alla tre sönerna satt i Drags styrelse under kortare eller längre tid. Makarna Swartling är begravda på Matteus begravningsplats i Norrköping.

## Utmärkelser
- Riddare och kommendör av Kungl. Maj:ts orden (Serafimerorden), 5 juni 1909.[6]
- Kommendör med stora korset av Nordstjärneorden, 18 oktober 1905.[7]
- Kommendör av första klassen av Nordstjärneorden, 1 december 1904.[8]

- Riddare av Nordstjärneorden 1890 [källa behövs]
- Kommendör av första klassen av Vasaorden, 1 december 1896.[9]
- Riddare av Carl XIII:s orden, 28 januari 1910.[10]
- Riddare av Danska Dannebrogsorden, senast 1905.[8]